# Freestyle skiløb under vinter-OL 2022
Freestyle skiløb under vinter-OL 2022 afholdes i Genting Snow Park mellem 3. og 19. februar 2022. Der konkurreres i 13 øvelser, tre flere end i 2018. Nye øvelser på programmet er big air for mænd og kvinder, samt mixed hold i aerials. 284 atleter deltager.

## Medaljeoversigt
*   Værtsnation ( Kina)
| Rank               | Nation                          | Guld | Sølv | Bronze | Total |
| ------------------ | ------------------------------- | ---- | ---- | ------ | ----- |
| 1                  | Kina (CHN)*                     | 4    | 2    | 0      | 6     |
| 2                  | USA (USA)                       | 2    | 4    | 2      | 8     |
| 3                  | Schweiz (SUI)                   | 2    | 1    | 1      | 4     |
| 4                  | Sverige (SWE)                   | 2    | 0    | 2      | 4     |
| 5                  | Australien (AUS)                | 1    | 0    | 0      | 1     |
| 5                  | Norge (NOR)                     | 1    | 0    | 0      | 1     |
| 5                  | New Zealand (NZL)               | 1    | 0    | 0      | 1     |
| 8                  | Canada (CAN)                    | 0    | 3    | 2      | 5     |
| 9                  | Ukraine (UKR)                   | 0    | 1    | 0      | 1     |
| 9                  | Hviderusland (BLR)              | 0    | 1    | 0      | 1     |
| 9                  | Frankrig (FRA)                  | 0    | 1    | 0      | 1     |
| 12                 | Ruslands Olympiske Komité (ROC) | 0    | 0    | 3      | 3     |
| 13                 | Estland (EST)                   | 0    | 0    | 1      | 1     |
| 13                 | Japan (JPN)                     | 0    | 0    | 1      | 1     |
| 13                 | Tyskland (GER)                  | 0    | 0    | 1      | 1     |
| Total (15 nations) | Total (15 nations)              | 13   | 13   | 13     | 39    |

## Medaljevindere

### Herrer
| Event      | Guld                        | Guld                 | Sølv                          | Sølv                | Bronze                                    | Bronze                                    |
| ---------- | --------------------------- | -------------------- | ----------------------------- | ------------------- | ----------------------------------------- | ----------------------------------------- |
| Aerials    | Qi Guangpu · Kina           | 129.00               | Oleksandr Abramenko · Ukraine | 116.50              | Ilya Burov · Ruslands Olympiske Komité    | 114.93                                    |
| Big air    | Birk Ruud · Norge           | 187.75               | Colby Stevenson · USA         | 183.00              | Henrik Harlaut · Sverige                  | 181.00                                    |
| Halfpipe   | Nico Porteous · New Zealand | 93.00                | David Wise · USA              | 90.75               | Alex Ferreira · USA                       | 86.75                                     |
| Slopestyle | Alex Hall · USA             | 90.01                | Nick Goepper · USA            | 86.48               | Jesper Tjäder · Sverige                   | 85.35                                     |
| Pukkelpist | Walter Wallberg · Sverige   | 83.23                | Mikaël Kingsbury · Canada     | 82.18               | Ikuma Horishima · Japan                   | 81.48                                     |
| Ski cross  | Ryan Regez · Schweiz        | Ryan Regez · Schweiz | Alex Fiva · Schweiz           | Alex Fiva · Schweiz | Sergey Ridzik · Ruslands Olympiske Komité | Sergey Ridzik · Ruslands Olympiske Komité |

### Damer
| Event      | Guld                        | Guld                     | Sølv                         | Sølv                       | Bronze                                         | Bronze                   |
| ---------- | --------------------------- | ------------------------ | ---------------------------- | -------------------------- | ---------------------------------------------- | ------------------------ |
| Aerials    | Xu Mengtao · Kina           | 108.61                   | Hanna Huskova · Hviderusland | 107.95                     | Megan Nick · USA                               | 93.76                    |
| Big air    | Eileen Gu · Kina            | 188.25                   | Tess Ledeux · Frankrig       | 187.50                     | Mathilde Gremaud · Schweiz                     | 182.50                   |
| Halfpipe   | Eileen Gu · Kina            | 95.25                    | Cassie Sharpe · Canada       | 90.75                      | Rachael Karker · Canada                        | 87.75                    |
| Slopestyle | Mathilde Gremaud · Schweiz  | 86.56                    | Eileen Gu · Kina             | 86.23                      | Kelly Sildaru · Estland                        | 82.06                    |
| Pukkelpist | Jakara Anthony · Australien | 83.09                    | Jaelin Kauf · USA            | 80.28                      | Anastasia Smirnova · Ruslands Olympiske Komité | 77.72                    |
| Ski cross  | Sandra Näslund · Sverige    | Sandra Näslund · Sverige | Marielle Thompson · Canada   | Marielle Thompson · Canada | Daniela Maier · Tyskland                       | Daniela Maier · Tyskland |

### Mixed
| Event   | Guld                                                            | Guld   | Sølv                                          | Sølv   | Bronze                                                  | Bronze |
| ------- | --------------------------------------------------------------- | ------ | --------------------------------------------- | ------ | ------------------------------------------------------- | ------ |
| Aerials | USA · Ashley Caldwell · Christopher Lillis · Justin Schoenefeld | 338.34 | Kina · Xu Mengtao · Jia Zongyang · Qi Guangpu | 324.22 | Canada · Marion Thénault · Miha Fontaine · Lewis Irving | 290.98 |